# Caravaggio festményeinek listája
Az alábbi lista Caravaggio festményeit tartalmazza időrendben.

## Festményei időrendben
| Festmény | Cím                                                        | Év              | Technika         | Méret            | Város                                            | Múzeum, gyűjtemény                                                                                         | Megjegyzés                                                             |
| -------- | ---------------------------------------------------------- | --------------- | ---------------- | ---------------- | ------------------------------------------------ | --- | ---------------------------------------------------------------------- |
|          | Boy Peeling a Fruit                                        | 1592–1593 körül | olaj, vászon     | 75,5 × 64,4 cm   | Firenze, Olaszország                             | Fondazione Roberto Longhi                                                                                  | Több változatban festette meg, ezek egyike a legkorábbi ismert munkája |
|          | Boy Peeling Fruit                                          | 1592–1593 körül | olaj, vászon     | 63 × 53 cm       | London, Egyesült Királyság                       | Hampton Court Palace – The Royal Collection                                                                | Több változatban festette meg, ezek egyike a legkorábbi ismert munkája |
|          | Boy Peeling Fruit                                          | 1592–1593 körül | olaj, vászon     | 65 × 52 cm       | Svájc                                            | magángyűjtemény (korábban Ishizuka Collection, Tokió)                                                      | Több változatban festette meg, ezek egyike a legkorábbi ismert munkája |
|          | Boy Peeling Fruit                                          | 1592–1593 körül | olaj, vászon     | 64,2 × 51,4 cm   | London, Egyesült Királyság                       | The Dickinson Group                                                                                        | Több változatban festette meg, ezek egyike a legkorábbi ismert munkája |
|          | Beteg Bacchus-gyermek (önarckép)                           | 1593 körül      | olaj, vászon     | 67 × 53 cm       | Róma, Olaszország                                | Borghese                                                                                                   |                                                                        |
|          | Boy with a Basket of Fruit                                 | 1593 körül      | olaj, vászon     | 70 × 67 cm       | Róma, Olaszország                                | Galleria Borghese                                                                                          |                                                                        |
|          | The Fortune Teller                                         | 1594 körül      | olaj, vászon     | 115 × 150 cm     | Róma, Olaszország                                | Capitoline Museums                                                                                         |                                                                        |
|          | Hamiskártyások                                             | 1594 körül      | olaj, vászon     | 94,2 × 131,2 cm  | Fort Worth, Texas, Amerikai Egyesült Államok     | Kimbell Art Museum                                                                                         |                                                                        |
|          | The Musicians                                              | 1595 körül      | olaj, vászon     | 87,9 × 115,9 cm  | New York, Amerikai Egyesült Államok              | Metropolitan Művészeti Múzeum                                                                              |                                                                        |
|          | Saint Francis of Assisi in Ecstasy                         | 1595 körül      | olaj, vászon     | 93,9 × 129,5 cm  | Hartford, Connecticut, Amerikai Egyesült Államok | Wadsworth Atheneum                                                                                         |                                                                        |
|          | Gyíktól megmart fiú                                        | 1596 körül      | olaj, vászon     | 66 × 49.5 cm     | London, Egyesült Királyság                       | National Gallery                                                                                           |                                                                        |
|          | Lanton játszó fiú                                          | 1596 körül      | olaj, vászon     | 94 × 119 cm      | Szentpétervár, Oroszország                       | Ermitázs                                                                                                   |                                                                        |
|          | Lanton játszó fiú                                          | 1596 körül      | olaj, vászon     | 100 × 126,5 cm   | New York, Amerikai Egyesült Államok              | Metropolitan Művészeti Múzeum (kölcsönben)                                                                 |                                                                        |
|          | Gyümölcsös kosár                                           | 1596 körül      | olaj, vászon     | 46 × 64 cm       | Milánó, Olaszország                              | Biblioteca Ambrosiana                                                                                      |                                                                        |
|          | Bacchus                                                    | 1596 körül      | olaj, vászon     | 95 × 85 cm       | Firenze, Olaszország                             | Uffizi | [ 8 ]                                                                  |
|          | Bűnbánó Magdolna                                           | 1597 körül      | olaj, vászon     | 122,5 × 98,5 cm  | Róma, Olaszország                                | Galleria Doria Pamphilj                                                                                    | [ 8 ]                                                                  |
|          | Pihenő Egyiptomba menekülés közben                         | 1597 körül      | olaj, vászon     | 133,5 × 166,5 cm | Róma, Olaszország                                | Galleria Doria Pamphilj                                                                                    | [ 8 ]                                                                  |
|          | Medúza                                                     | 1597 körül      | olaj, vászon, fa | 60 × 55 cm       | Firenze, Olaszország                             | Uffizi | [ 8 ]                                                                  |
|          | Kurtizán portréja                                          | 1597 körül      | olaj, vászon     | 66 × 53 cm       | Berlin, Németország                              | Kaiser Friedrich Museum                                                                                    | 1945-ben megsemmisült                                                  |
|          | Jupiter, Neptunusz és Plutó                                | 1597 körül      | olajfreskó       | 300 × 180 cm     | Róma, Olaszország                                | Casino di Villa Boncompagni Ludovisi                                                                       |                                                                        |
|          | Jövendőmondó                                               | 1597 körül      | olaj, vászon     | 99 × 131 cm      | Párizs, Franciaország                            | Louvre |                                                                        |
|          | Alexandriai Szent Katalin                                  | 1598 körül      | olaj, vászon     | 173 × 133 cm     | Madrid, Spanyolország                            | Thyssen-Bornemisza Múzeum                                                                                  |                                                                        |
|          | Izsák feláldozása                                          | 1598 körül      | olaj, vászon     | 116 × 173 cm     | Princeton, New Jersey, Amerikai Egyesült Államok | Barbara Piasecka-Johnson Collection                                                                        |                                                                        |
|          | Keresztelő Szent János                                     | 1598 körül      | olaj, vászon     | 169 × 112 cm     | Toledo, Spanyolország                            | Cathedral Museum                                                                                           | szerzősége vitatott                                                    |
|          | Martha and Mary Magdalene                                  | 1598 körül      | olaj, vászon     | 97,8 × 132,7 cm  | Detroit, Michigan, Amerikai Egyesült Államok     | Detroit Institute of Arts                                                                                  |                                                                        |
|          | Maffeo Barberini portréja                                  | 1598 körül      | olaj, vászon     | 124 × 99 cm      | Firenze, Olaszország                             | magángyűjtemény                                                                                            |                                                                        |
|          | Judit lefejezi Holofernészt                                | 1598 körül      | olaj, vászon     | 145 × 195 cm     | Róma, Olaszország                                | Galleria Nazionale d'Arte Antica, Palazzo Barberini                                                        |                                                                        |
|          | Dávid és Góliát                                            | 1599 körül      | olaj, vászon     | 110 × 91 cm      | Madrid, Spanyolország                            | Prado |                                                                        |
|          | Narcissus                                                  | 1599 körül      | olaj, vászon     | 110 × 92 cm      | Róma, Olaszország                                | Galleria Nazionale d'Arte Antica, Palazzo Barberini                                                        | szerzősége vitatott                                                    |
|          | Gyíktól megmart fiú                                        | 1600 körül      | olaj, vászon     | 65,8 × 52,3 cm   | Firenze, Olaszország                             | Fondazione Roberto Longhi                                                                                  |                                                                        |
|          | Keresztelő Szent János                                     | 1600 körül      | olaj, vászon     | 102,5 × 83 cm    | Bázel, Svájc                                     | Öffentliche Kunstsammlung                                                                                  | feltehetően Juan Bautista Maino alkotása                               |
|          | Szent Máté elhívatása                                      | 1600 körül      | olaj, vászon     | 323 × 343 cm     | Róma, Olaszország                                | Contarelli Chapel                                                                                          |                                                                        |
|          | Szent Máté mártíromsága                                    | 1600            | olaj, vászon     | 323 × 343 cm     | Róma, Olaszország                                | Contarelli Chapel                                                                                          |                                                                        |
|          | Jézus születése Szent Ferenccel és Szent Lőrinccel         | 1600? 1609?     | olaj, vászon     | 268 × 197 cm     | Palermo, Olaszország                             | Oratorio di San Lorenzo templom                                                                            | 1969-ben ellopták                                                      |
|          | The Conversion of Saint Paul                               | 1600            | olaj, fa         | 237 × 189 cm     | Róma, Olaszország                                | Odescalchi Balbi Collection                                                                                |                                                                        |
|          | Szent Péter keresztrefeszítése                             | 1601            | olaj, vászon     | 230 × 175 cm     | Róma, Olaszország                                | Cerasi Chapel                                                                                              |                                                                        |
|          | Conversion on the Way to Damascus                          | 1601            | olaj, vászon     | 230 × 175 cm     | Róma, Olaszország                                | Cerasi Chapel                                                                                              |                                                                        |
|          | Still Life with Flowers and Fruit                          | 1601            | olaj, vászon     | 105 × 184 cm     | Róma, Olaszország                                | Borghese                                                                                                   | Attributed to Painter of the Hartford Still Life                       |
|          | Az emmausi vacsora                                         | 1602            | olaj, vászon     | 139 × 195 cm     | London, Egyesült Királyság                       | National Gallery                                                                                           |                                                                        |
|          | Diadalmas Ámor                                             | 1602            | olaj, vászon     | 156 × 113 cm     | Berlin, Németország                              | Gemäldegalerie                                                                                             |                                                                        |
|          | Szent Máté és az angyal                                    | 1602            | olaj, vászon     | 232 × 183 cm     | Berlin, Németország                              | Kaiser Friedrich Museum                                                                                    | 1945-ben megsemmisült                                                  |
|          | The Inspiration of Saint Matthew                           | 1602            | olaj, vászon     | 292 × 186 cm     | Róma, Olaszország                                | Contarelli Chapel                                                                                          |                                                                        |
|          | Keresztelő Szent János                                     | 1602            | olaj, vászon     | 129 × 94 cm      | Róma, Olaszország                                | Capitoline Museums                                                                                         |                                                                        |
|          | Keresztelő Szent János                                     | 1602 körül      | olaj, vászon     | 129 × 94 cm      | Róma, Olaszország                                | Doria Pamphilj Gallery                                                                                     |                                                                        |
|          | The Incredulity of Saint Thomas                            | 1602 körül      | olaj, vászon     | 107 × 146 cm     | Potsdam, Németország                             | Sanssouci                                                                                                  |                                                                        |
|          | The Taking of Christ                                       | 1602            | olaj, vászon     | 133 × 169 cm     | Dublin, Írország                                 | National Gallery of Ireland                                                                                |                                                                        |
|          | Izsák feláldozása                                          | 1602            | olaj, vászon     | 104 × 135 cm     | Firenze, Olaszország                             | Uffizi |                                                                        |
|          | Holy Family with St. John the Baptist                      | 1603 körül      | olaj, vászon     | 118 × 96 cm      | New York, Amerikai Egyesült Államok              | Metropolitan Művészeti Múzeum (kölcsönben)                                                                 | szerzősége vitatott                                                    |
|          | Sírbatétel                                                 | 1603 körül      | olaj, vászon     | 300 × 203 cm     | Vatikán                                          | Vatikáni Múzeum                                                                                            |                                                                        |
|          | The Crowning with Thorns                                   | 1603            | olaj, vászon     | 125 × 178 cm     | Prato, Olaszország                               | Cariprato Bank                                                                                             |                                                                        |
|          | Loretói Madonna                                            | 1604 körül      | olaj, vászon     | 260 × 150 cm     | Róma, Olaszország                                | Sant'Agostino                                                                                              |                                                                        |
|          | Keresztelő Szent János                                     | 1604            | olaj, vászon     | 172,5 × 104,5 cm | Kansas City, Missouri, Amerikai Egyesült Államok | Nelson-Atkins Museum of Art                                                                                |                                                                        |
|          | Keresztelő Szent János                                     | 1604 körül      | olaj, vászon     | 94 × 131 cm      | Róma, Olaszország                                | Galleria Nazionale d'Arte Antica, Palazzo Corsini                                                          |                                                                        |
|          | The Calling of Saints Peter and Andrew                     | 1604 körül      | olaj, vászon     | 140 × 176 cm     | London, Egyesült Királyság                       | Hampton Court Palace – Royal Collection                                                                    |                                                                        |
|          | Christ on the Mount of Olives                              | 1605            | olaj, vászon     | 154 × 222 cm     | Berlin, Németország                              | Kaiser Friedrich Museum                                                                                    | 1945-ben megsemmisült                                                  |
|          | Ecce Homo                                                  | 1605 körül      | olaj, vászon     | 128 × 103 cm     | Genova, Olaszország                              | Palazzo Bianco                                                                                             |                                                                        |
|          | Saint Jerome in Meditation                                 | 1605 körül      | olaj, vászon     | 118 × 81 cm      | Montserrat, Katalónia, Spanyolország             | Montserrat                                                                                                 |                                                                        |
|          | Saint Jerome Writing                                       | 1605 körül      | olaj, vászon     | 112 × 157 cm     | Róma, Olaszország                                | Galleria Borghese                                                                                          |                                                                        |
|          | V. Pál pápa portréja                                       | 1605            | olaj, vászon     | 203 × 119 cm     | Róma, Olaszország                                | magángyűjtemény of the Prince Borghese                                                                     | szerzősége vitatott                                                    |
|          | Still Life with Fruit on a Stone Ledge                     | 1605            | olaj, vászon     | 87 × 135 cm      | Róma, Olaszország                                | Galleria Borghese                                                                                          | szerzősége vitatott                                                    |
|          | Madonna and Child with St. Anne (Madonna Dei Palafrenieri) | 1606            | olaj, vászon     | 292 × 211 cm     | Róma, Olaszország                                | Galleria Borghese                                                                                          | [ 9 ]                                                                  |
|          | Mária halála                                               | 1601–1606       | olaj, vászon     | 369 × 245 cm     | Párizs, Franciaország                            | Louvre |                                                                        |
|          | Magdalene grieving                                         | 1605/1606       | olaj, vászon     | 112 × 92 cm      | Róma, Olaszország                                | magángyűjtemény                                                                                            |                                                                        |
|          | Mary Magdalen in Ecstasy                                   | 1606            | olaj, vászon     | 106,5 × 91 cm    | Róma, Olaszország                                | magángyűjtemény                                                                                            |                                                                        |
|          | Saint Francis in Meditation                                | 1606 körül      | olaj, vászon     | 130 × 90 cm      | Cremona, Olaszország                             | Museo Civico Ala Ponzone                                                                                   |                                                                        |
|          | Az emmausi vacsora                                         | 1606            | olaj, vászon     | 141 × 175 cm     | Milánó, Olaszország                              | Brera Art Academy                                                                                          |                                                                        |
|          | Judit lefejezi Holofernészt                                | 1607            | olaj, vászon     |                  | Toulouse, Franciaország                          | magángyűjtemény                                                                                            | Szerzősége vitatott: Caravaggio vagy Louis Finson.                     |
|          | The Seven Works of Mercy                                   | 1607            | olaj, vászon     | 390 × 260 cm     | Nápoly, Olaszország                              | Pio Monte della Misericordia                                                                               |                                                                        |
|          | Szent András keresztrefeszítése                            | 1607            | olaj, vászon     | 202,5 × 152,7 cm | Cleveland, Ohio, Amerikai Egyesült Államok       | Cleveland Museum of Art                                                                                    |                                                                        |
|          | Dávid Góliát fejével                                       | 1607            | Oil on wood      | 90,5 × 116 cm    | Bécs, Ausztria                                   | Bécsi Szépművészeti Múzeum                                                                                 |                                                                        |
|          | Madonna del Rosario                                        | 1607            | olaj, vászon     | 364,5 × 249,5 cm | Bécs, Ausztria                                   | Bécsi Szépművészeti Múzeum                                                                                 |                                                                        |
|          | Krisztus megkoronázása a töviskoszorúval                   | 1607            | olaj, vászon     | 127 × 165,5 cm   | Bécs, Ausztria                                   | Bécsi Szépművészeti Múzeum                                                                                 |                                                                        |
|          | Krisztus ostorozása                                        | 1607 körül      | olaj, vászon     | 390 × 260 cm     | Nápoly, Olaszország                              | Museo di Capodimonte                                                                                       |                                                                        |
|          | Christ at the Column                                       | 1607 körül      | olaj, vászon     | 134,5 × 175,5 cm | Rouen, Franciaország                             | Musée des Beaux-Arts                                                                                       |                                                                        |
|          | Salome Keresztelő Szent János fejével                      | 1607 körül      | olaj, vászon     | 90,5 × 167 cm    | London, Egyesült Királyság                       | National Gallery                                                                                           |                                                                        |
|          | Saint Jerome Writing                                       | 1607            | olaj, vászon     | 117 × 157 cm     | Valletta, Málta                                  | St. John's Co-Cathedral                                                                                    |                                                                        |
|          | Portrait of Alof de Wignacourt and his Page                | 1608            | olaj, vászon     | 195 × 134 cm     | Párizs, Franciaország                            | Louvre |                                                                        |
|          | Portrait of Fra Antonio Martelli                           | 1608            | olaj, vászon     | 118,5 × 95,5 cm  | Firenze, Olaszország                             | Pitti-palota                                                                                               |                                                                        |
|          | The Beheading of Saint John the Baptist                    | 1608            | olaj, vászon     | 361 × 520 cm     | Valletta, Málta                                  | St. John's Co-Cathedral                                                                                    |                                                                        |
|          | Alvó Ámor                                                  | 1608            | olaj, vászon     | 71 × 105 cm      | Firenze, Olaszország                             | Pitti-palota                                                                                               |                                                                        |
|          | Keresztelő Szent János                                     | 1608            | olaj, vászon     | 100 × 73 cm      | Valletta, Malta                                  | Bonello-gyűjtemény                                                                                         | Szerzősége vitatott                                                    |
|          | Annunciation                                               | 1608            | olaj, vászon     | 285 × 205 cm     | Nancy, Franciaország                             | Museum of Fine Arts of Nancy                                                                               |                                                                        |
|          | Szent Lucia temetése                                       | 1608            | olaj, vászon     | 408 × 300 cm     | Siracusa, Olaszország                            | Bellomo Palace Museum                                                                                      |                                                                        |
|          | Lázár feltámasztása                                        | 1609            | olaj, vászon     | 380 × 275 cm     | Messina, Olaszország                             | Museo Regionale                                                                                            |                                                                        |
|          | Adoration of the Shepherds                                 | 1609            | olaj, vászon     | 314 × 211 cm     | Messina, Olaszország                             | Museo Regionale                                                                                            |                                                                        |
|          | Salome Keresztelő Szent János fejével                      | 1609            | olaj, vászon     | 116 × 140 cm     | Madrid, Spanyolország                            | Royal Palace of Madrid                                                                                     | Nem az állandó kiállítás része                                         |
|          | Tooth Puller                                               | 1609            | olaj, vászon     | 139,5 × 194,5 cm | Firenze, Olaszország                             | Pitti-palota                                                                                               | Szerzősége vitatott                                                    |
|          | The Denial of Saint Peter                                  | 1610            | olaj, vászon     | 94 × 125 cm      | New York, Amerikai Egyesült Államok              | Metropolitan Művészeti Múzeum                                                                              |                                                                        |
|          | Imádkozó Szent Ferenc                                      | 1610 körül      | olaj, vászon     | 130 × 90 cm      | Róma, Olaszország                                | San Pietro templom, Carpineto Romano (jelenleg a Galleria Nazionale d'Arte Antica, Palazzo Barberini őrzi) |                                                                        |
|          | Keresztelő Szent János                                     | 1610 körül      | olaj, vászon     | 159 × 124 cm     | Róma, Olaszország                                | Galleria Borghese                                                                                          |                                                                        |
|          | Dávid Góliát fejével                                       | 1610            | olaj, vászon     | 125 × 101 cm     | Róma, Olaszország                                | Galleria Borghese                                                                                          | [ 13 ]                                                                 |
|          | Keresztelő Szent János                                     | 1610            | olaj, vászon     | 159 × 124 cm     | München, Németország                             | magángyűjtemény                                                                                            |                                                                        |
|          | Szent Orsolya mártíromsága                                 | 1610            | olaj, vászon     | 106 × 179,5 cm   | Nápoly, Olaszország                              | Palazzo Zevallos Stigliano                                                                                 | utolsó ismert alkotása                                                 |